# Les Îles enchantées
Pour plus de détails, voir Fiche technique et Distribution.
Les Îles enchantées (As Ilhas Encantadas) est un film franco-portugais, réalisé en 1964 par Carlos Vilardebó, sorti en France en 1966, adaptation d'une des nouvelles de Les Îles enchantées d'Herman Melville.

## Synopsis
Vers le milieu du XIXe siècle, un navire portugais qui croise dans les mers du Sud, La Gazella, découvre sur une île déserte de l'archipel des « Îles enchantées » un couple singulier : une femme portugaise, Hunila (Amália Rodrigues), jeune encore, et Pierre, un marin français (Pierre Clémenti). Hunila, venue sur l'île avec son mari et son frère pour la chasse aux tortues de mer, s'est retrouvée seule après la mort des deux hommes. 
Quelques mois plus tard, un brick français a jeté l'ancre près du rivage, mais les hommes de l'équipage ont tenté de la brutaliser. Seul Pierre, le jeune enseigne de vaisseau, l'a protégé. Lorsque le brick a levé l'ancre, Pierre a choisi de rester dans cette île enchantée avec Hunila. Mais la délivrance que leur amène La Gazella marque aussi la fin de leur couple : 
Hunila va retourner dans son village, et Pierre s'engage comme matelot sur le trois-mâts portugais.

## Fiche technique
- Titre : Les Îles enchantées
- Titre original : As Ilhas Encantadas
- Réalisation : Carlos Vilardebó
- Scénario : Carlos Vilardebó, Jeanne Vilardebo et Raymond Bellour, d'après L'Île de Norfolk et la veuve chola, huitième esquisse de la nouvelle Les Îles enchantées[2] d'Herman Melville
- Musique : Philippe Arthuys
- Photographie : Jean Rabier
- Cadreurs: Acácio de Almeida, Elso Roque
- Décors : Pedro Coelho et Jacque Smiths
- Costumes : Jacques Schmidt
- Montage : Sylvie Blanc
- Production : António da Cunha Telles, Marie Joseph Frydland
- Directeur de production : Maurice Frydland
- Sociétés de production : Produções Cunha Telles (Lisbonne), Les Films Number One (Paris)
- Pays d'origine :  Portugal,  France
- Format : Couleurs (agfacolor) - Mono - 35 mm
- Genre : Drame littéraire
- Durée : 98 minutes
- Date de sortie : 15 juin 1966

## Distribution
- Amália Rodrigues : Hunila
- Pierre Clémenti : Pierre Duchemin
- Pierre Vaneck : Manuel Abrantes
- João Guedes : Faial
- Jorge Sousa Costa : Gonçalves
- João Florença : Jacinto
- António Polónio : Filipe
- Guy Jacquet : le peintre
- Belarmino Fragoso : un marin
- Cunha Marques
- José de Castro
- Baptiste Fernandes
- Teresa Gedge
- Varela Silva : le narrateur
- Avec le concours de la Marine nationale portugaise

## Appréciation critique
« Vilardebo n'avait jamais atteint jusqu'ici cet art du document allié au souvenir et à une certaine nostalgie délicate du temps. Ici les cordages, les palans, la roche, les marins, les îles et leurs fantômes, existent grâce à la mobilité essentielle de l'eau qui les entoure et les justifie en leur donnant valeur de réalité magique et mythique à la fois Il semble que Vilardebo se soit découvert lui-même dans le long métrage et qu'il ait mis ici tout ce qu'il avait acquis précédemment mais qui restait malgré tout à utiliser. Ce film révèle un cinéaste chez qui l'artisan rivalise avec le poète. »

— Paul-Louis Martin, Cahiers du cinéma n°180, juillet 1966